# Präsidentschaftswahl in Kirgisistan 2000
Die Präsidentschaftswahlen in Kirgisistan 2000 fanden statt am 29. Oktober des Jahres 2000.
Sie wurden abgehalten, um den Präsidenten Kirgisistans zu wählen. Der bisherige Amtsinhaber, Staatspräsident Askar Akajew wurde mit über 70 % der Wählerstimmen wiedergewählt, in einer Wahl, welche die internationalen Wahlbeobachter wegen der Nichtbeachtung internationaler Standards aus demokratischer Sicht als misslungen bezeichneten.

## Wahlergebnisse
| Kandidaten                                    | Parteien                                | Stimmen   | %    |
| --------------------------------------------- | --------------------------------------- | --------- | ---- |
| Askar Akajew                                  | Parteilos                               | 1.460.201 | 76,4 |
| Omurbek Tekebajew                             | Ata-Meken                               | 272.427   | 14,2 |
| Almasbek Atambajew                            | Sozialdemokratische Partei Kirgisistans | 117.658   | 6,2  |
| Melis Eschimkanow                             | Volkspartei Kirgisistans                | 21.260    | 1,1  |
| Tursunbai Bakir Uulu                          | Freie Kirgisistan-Partei                | 18.774    | 1,0  |
| Tursunbek Akunow                              | Menschenrechtsbewegung Kirgisistans     | 8.557     | 0,4  |
| Gegen alle                                    | Gegen alle                              | 13.291    | 0,7  |
| Gesamt                                        | Gesamt                                  | 1.912.168 | 100  |
|                                               |                                         |           |      |
| Ungültige Stimmen                             | Ungültige Stimmen                       | 48.679    | 2,5  |
| Wähler                                        | Wähler                                  | 1.960.847 | 77,3 |
| Wahlberechtigte                               | Wahlberechtigte                         | 2.537.247 |      |
|                                               |                                         |           |      |
| Quellen: Verfassungsgerichtshof (Übersetzung) |                                         |           |      |

Wähler: vgl. 1.960.874 statt 1.960.847.